# الجانودیه
الجانودیة (به عربی: الجانودیة) یک منطقهٔ مسکونی در سوریه است که در استان ادلب واقع شده‌است.

## خصوصیات
الجانودیة ۷٬۷۷۴ نفر جمعیت دارد.